# 누가 나를 미치게 하는가
《누가 나를 미치게 하는가》는 1995년에 개봉한 대한민국의 영화이다.

## 캐스팅
- 이병헌 : 이종두 역
- 최진실 : 김주영 역
- 최종원 : 황달수 역
- 김일우 : 호프집 주인 역
- 권병길 : 파출소장 역
- 조선묵 : 강소장 역
- 최학락 : 최광일 역
- 김예령 : 민지현 역
- 조주미 : 호프집여주인 역
- 임대호 : 중국집주인 역
- 김환교 : 닥터 김 역
- 이봉규 : 지점장 역
- 윤일주 : 호프집 손님 역
- 최홍일 : 휴지장수 역
- 구보석 : 기동타격대장 역
- 하덕성 : 약사 역
- 이창직 : 약사 역
- 차영욱 : 정육점 주인 역
- 서동수 : 종두친구 역
- 엄효섭 : 종두친구 역
- 권범택 : 예비군 역
- 박지미 : 약국 손님 역
- 권용운
- 엄춘배